# Кортобер
Кортобер (англ. Cortober; ирл. Corr an Tobair, «круглый холм весеннего источника») — таунленд в Ирландии, находится в графстве Роскоммон (провинция Коннахт).